# Не дам ја на тебе
Не дам ја на тебе је седми студијски албум црногорског поп-фолк певача Дада Полументе издат 2013. године за Сити Рекордс. На албуму се налази хит Љубави моја, дует са групом Елитни одреди. Пратеће вокале певале су Адина и Алиса Полумента, Сузана Динић и Ксенија Милошевић. Овај албум садржи дуете Тачно је са Славицом Ћуктераш и Само намигни са Вики Миљковић.

## Списак песама
| №   | Назив                      | Текст               | Музика                      | Трајање |  |
| 1.  | Немогућа мисија            | Дадо Полумента      | Адриан Гаџа                 |         |  |
| 2.  | Десет милиона              | Андријана Јовановић | Станиша Трајковић Нише      |         |  |
| 3.  | Кад пијем                  | Бранислав Самарџић  | Бранислав Самарџић          |         |  |
| 4.  | Лепа је да боли            | Дадо Полумента      | Иван Обрадовић (композитор) |         |  |
| 5.  | Ноћас си ту да личиш на њу | Алиса Полумента     | Алиса Полумента             |         |  |
| 6.  | Живот ледених              | Алиса Полумента     | Алиса Полумента             |         |  |
| 7.  | Не дам ја на тебе          | Дадо Полумента      | Костас Боснакис             |         |  |
| 8.  | Љубави моја                | Владимир Матовић    | Ђорђе Ђорђевић Сиви         |         |  |
| 9.  | Тачно је                   | Дадо Полумента      | Никола Петровић Бардак      |         |  |
| 10. | Само намигни               | Милош Рогановић     | Алфред Сула                 |         |  |
| 11. | Ниједна као ти             | Дадо Полумента      | Дадо Полумента              |         |  |
| 12. | Ти, ти, само ти            | Дадо Полумента      | Дадо Полумента              |         |  |